# 9K111 Fagot
El 9K111 Fagot es un misil antitanque guiado por cable SACLOS soviético de segunda generación. La nomenclatura GRAU para el misil es "9M111" y la designación de la OTAN es AT-4 Spigot.

## Desarrollo
El 9K111 Fagot fue desarrollado por la Agencia de Diseño de Maquinaria de Tula. El proyecto comenzó en 1962 con el objetivo de producir la siguiente generación de misiles antitanque para su uso por parte de infantería y de vehículos especializados. El 9K111 se desarrolló en paralelo al AT-5; ambos misiles usan tecnología similar y difieren principalmente en el tamaño.
El misil entró en servicio en 1970.

## Historia
El pelotón antitanque de un batallón BTR soviético tenía dos escuadras de misiles antitanque. A su vez, cada escuadra tenía dos equipos de 9K111. Un equipo consistía de 3 hombres: el artillero llevaba el lanzador 9P135 y el trípode, los otros dos portaban cada uno 2  tubos de lanzamiento. Los hombres llevaban también fusiles de asalto pero no RPGs, ya que hay sólo una pequeña zona que queda fuera de la cobertura del misil. Además de los cuatro misiles que carga el equipo, normalmente los acompañaba un vehículo BTR con 8 proyectiles más.
También puede ser utilizado desde el BMP-1P, BTR-D y UAZ-469.

## Descripción

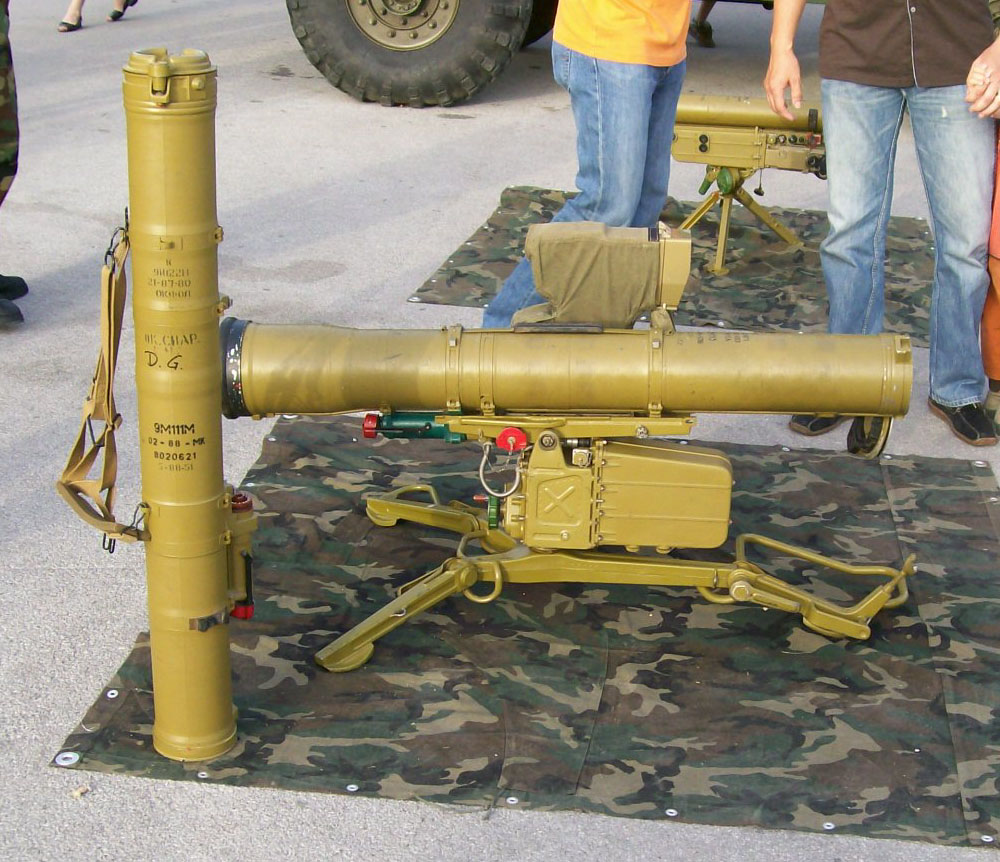
Sistema 9K113 Konkurs (lanzador y misil) junto a un misil 9M111M Faktoriya en su tubo de lanzamiento (vertical)

El misil es almacenado y transportado en un contenedor/tubo de lanzamiento. Se lo dispara desde el trípode lanzador 9P135. Una caja de guía 9S451 va ajustada al trípode, debajo del misil. La mira 9Sh119 está colocada al costado izquierdo - desde el punto de vista del artillero, quien debe posicionarse cuerpo a tierra para disparar. El sistema completo pesa 22,5 kg. El sistema puede hacer blanco sobre blancos móviles que se desplacen a menos de 60 km/h. El lanzador gira 360° horizontalmente y +/- 20.º en elevación y depresión. La mira óptica es de 10 aumentos y tiene un campo de visión de 5.º Se pueden realizar hasta 3 disparos por minuto.
El sistema emplea un generador de gas para empujar al misil fuera del tubo de lanzamiento - el gas escapa también por la parte trasera del tubo de lanzamiento, en forma similar a un cañón sin retroceso. El proyectil tiene una velocidad de salida de 80 m/s. Rápidamente acelera a 186 m/s con su motor de combustible sólido. Esta alta velocidad en los primeros instantes reduce el área sin cobertura del misil, ya que posibilita apuntarlo directamente hacia el blanco en lugar de por encima del objetivo.
El lanzador rastrea la posición relativa (al objetivo) de una bombilla incandescente infrarrojo en la parte posterior del misil y transmite los comandos apropiados hacia éste por medio de un delgado cable. El sistema de guía SACLOS (2.ª generación) tiene muchas ventajas sobre el anterior MCLOS (1a generación de guiado): en lugar de tener que controlar el movimiento del misil con un joystick, el operador sólo tiene que mantener la mira sobre el blanco mientras que el sistema corrige la trayectoria automáticamente. Algunas fuentes afirman que la probabilidad de acertar con el 9K111 es de 90%, rendimiento probablemente similar al del BGM-71 o a la versión SACLOS del 9K11 Malyutka /AT-3C Sagger C .

## Modelos

### Misiles
- 9M111 Fagot (Designación de la OTAN: AT-4 Spigot y AT-4A Spigot A). Entró en servicio en 1970.
- 9M111-2 Fagot (Designación de la OTAN: AT-4B Spigot B). Motor mejorado y cable de guía más largo. Máximo alcance: 2500 m. Carga mejorada: 460 mm de perforación contra plancha de acero homogénea.
- 9M111M Faktoriya (Designación de la OTAN: AT-4C Spigot C). Carga HEAT en tándem: 500 mm contra blindaje reactivo.

### Lanzadores
- 9P135 22,5 kg. Sólo puede disparar la serie 9M111 Fagot.
- 9P135M Puede disparar la serie 9M111 Fagot / AT-4 y la 9M113 Konkurs / AT-5.
- 9P135M1 Versión mejorada del 9P135.
- 9P135M2 Versión mejorada del 9P135.
- 9P135M3 Entró en servicio a principios de la década de 1990. Incluye una mira nocturna termográfica TPVP de 13 kg, dándole un alcance de 2500 en la oscuridad.
- 9S451M2 Un lanzador con mira nocturna con sistema anti-encandilamiento.

## Usuarios
- Afganistán - 100
- Argelia - 100
- Angola - 100
- Bosnia y Herzegovina - 52
- Bielorrusia - 500
- Bulgaria - 222
- Croacia - 119
- Cuba - 100
- Checoslovaquia
- República Checa - 50
- Alemania Oriental
- Etiopía - 50
- Finlandia - Varios cientos de lanzadores 9P135M-1 (ahora fuera de servicio) y AT-4B así como misiles AT-5A, conocidos como PstOhj 82 y PstOhj 82M, respectivamente
- Georgia
- Grecia - 262
- Hungría - 50
- Hezbolá
- India - 100
- Irán
- Irak
- Kazajistán
- Kuwait - 100
- Libia - 100
- Lituania
- Moldavia - usado desde BMP-1
- Mozambique - 10
- Nicaragua
- Corea del Norte
- Polonia - 100
- Rusia - 1,000
- Serbia - 250
- Eslovaquia - 50
- Eslovenia - 10 (ahora fuera de servicio)
- Siria - 100
- Ucrania - 800
- Yemen - 100